# Sigismondo Caula

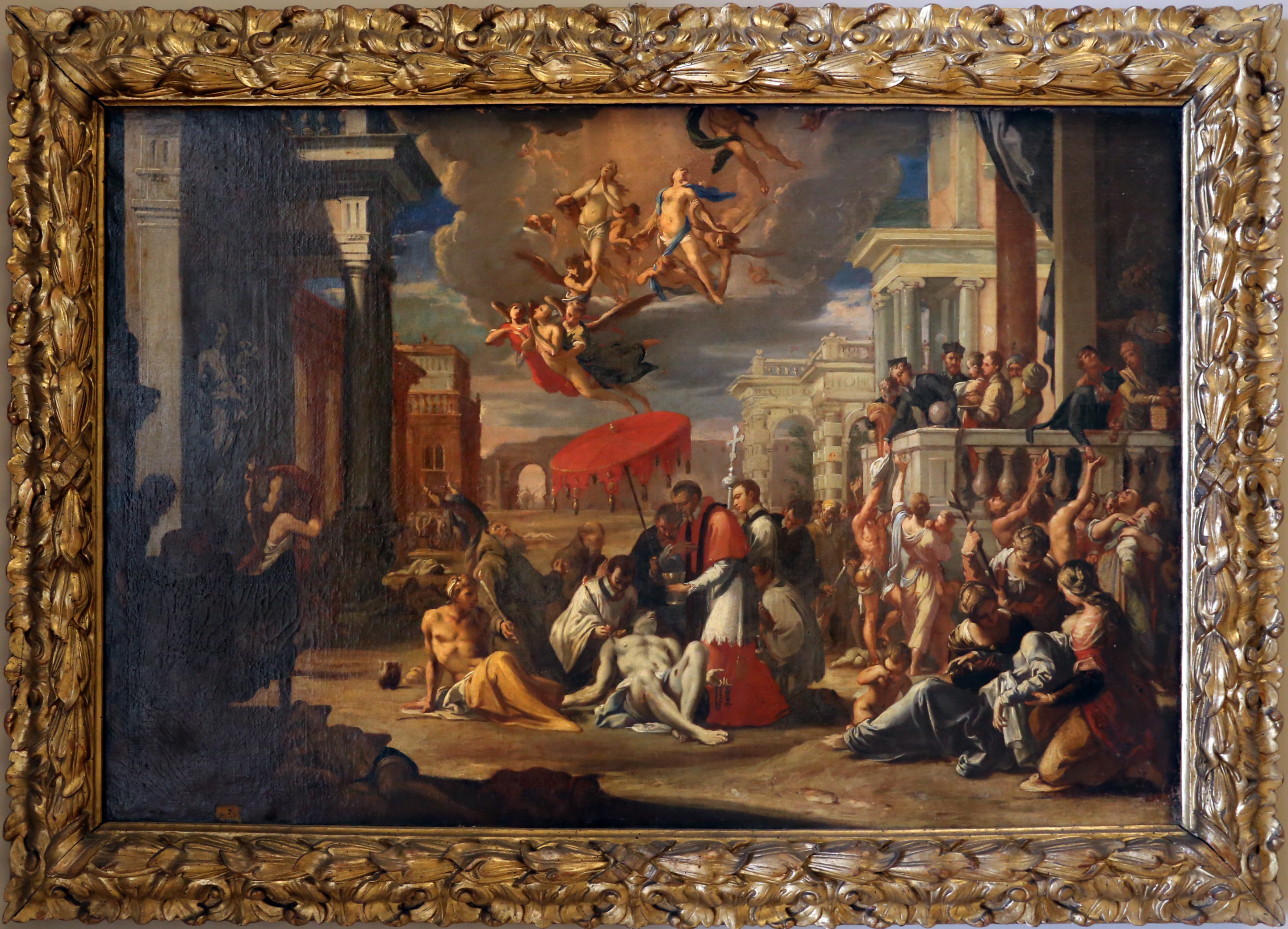
Sigismondo Caula, Św. Karol Boromeusz udzielający eucharystii ofiarom zarazy, ok. 1670–1675

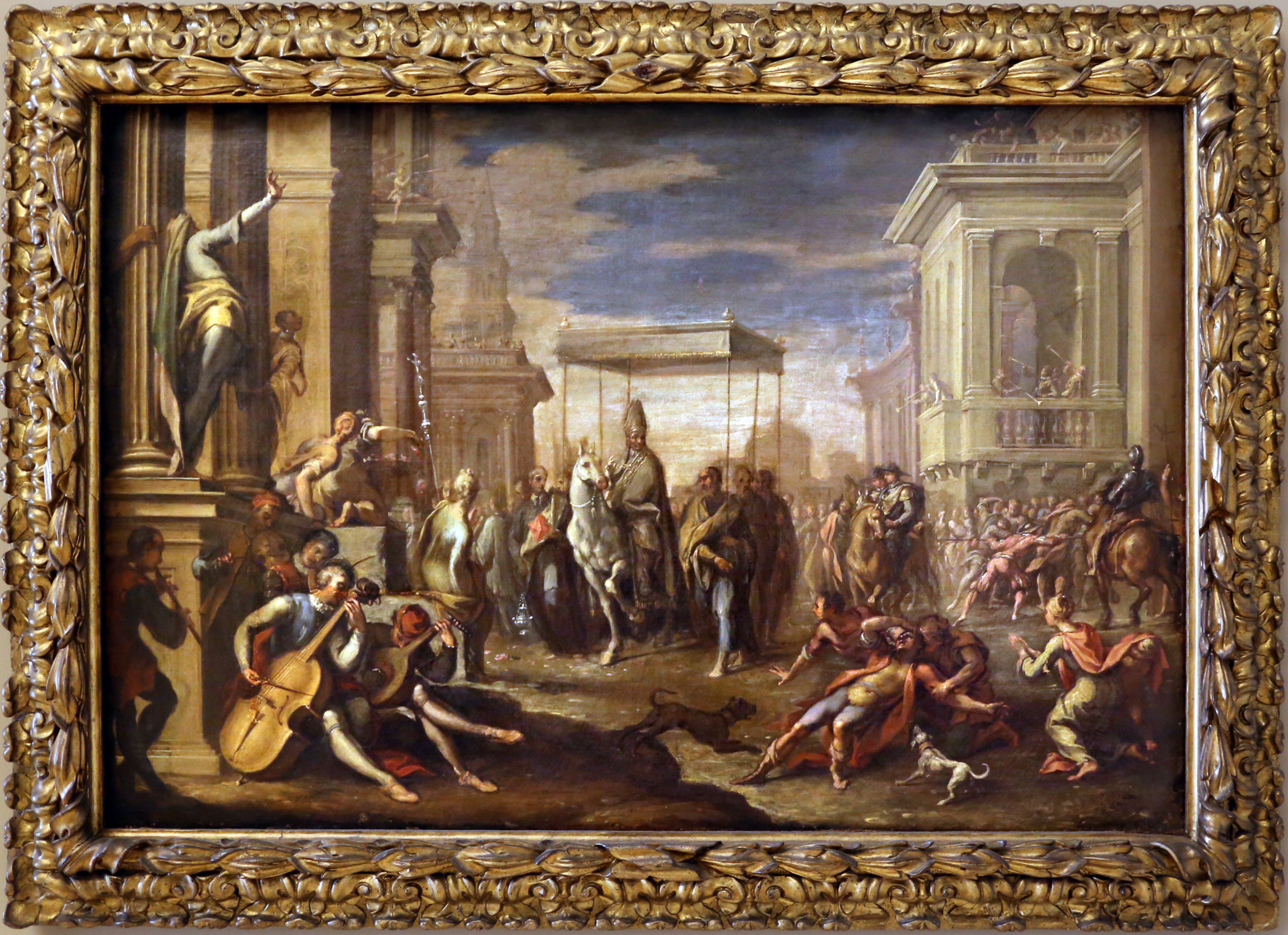
Sigismondo Caula, Cud św. Ambrożego, 1670–1675

Sigismondo Caula, też Cauli, Cavola (ur. 24 maja 1637 w Modenie, zm. w lipcu 1724 tamże) – włoski malarz i rzeźbiarz okresu baroku.

## Życiorys
Syn szlachcica Sebastiana Mediciego Cauli. W Modenie był uczniem francuskiego malarza Jeana Boulangera z Troyes. Następnie udał się do Wenecji, gdzie studiował dzieła wielkich mistrzów XVI wieku, zwłaszcza Tycjana, Tintoretta i Veronese, od których zapożyczył operowanie nasyconymi kolorami, charakterystycznymi dla jego stylu.
Po powrocie do Modeny przyjmował zamówienia od kościołów (zdobienie ołtarzy) i arystokracji (obrazy gabinetowe). Stał się też jednym z najbardziej pożądanych w mieście dekoratorów sklepień i stropów.
Od 1671 roku należał do grupy uczniów Boulangera zajmujących się dekoracją sklepienia i kopuły kościoła św. Wincentego. Jednak najważniejszym zleceniem wydaje się być duże płótno na wewnętrzną ścianę głównego portalu kościoła św. Karola, przedstawiające św. Karola Boromeusza udzielającego eucharystii ofiarom zarazy (ok. 1670–1675). Dzieło to zostało skomponowane i zaaranżowane w szerokim tle architektonicznym. W Galerii Estense znajduje się rysunek przygotowawczy i szkic do tego obrazu. Także inny obraz Cauli – Cud św. Ambrożego (1670–1675) znajduje się w tej galerii.
Około 1662 roku, wraz z G.G Montim, B. Bianchim i F.Stringą, został zaangażowany do dekoracji sklepienia kościoła św. Augustyna scenami, których tematem była gloryfikacja rodu d’Este. W 1682 Caula samodzielnie podjął się zadania ozdobienia freskami kopuły sanktuarium Beaty Vergine del Castello di Fiorano.
W tym okresie, jako nadworny malarz, otrzymywał jedynie drugorzędne zadania, jak np. kolorowanie książęcych herbów w 1688 roku. Dlatego przez blisko 40 kolejnych lat realizował zamówienia niemal wyłącznie dla kościołów i zakonów. Były to obrazy na płótnie, malowidła ścienne oraz dekoracje sklepień i stropów. Tylko nieliczne z tych prac zachowały się do dzisiejszych czasów.
W latach 1700–1703 uczniem Cauli był Francesco Monti.
Współcześnie prace Cauli były kilkakrotnie oferowane przez domy aukcyjne. W 2002 roku na aukcji w Sotheby’s w Londynie sprzedano jego rysunek czarną kredą na papierze The Crucifixion (Ukrzyżowanie), za 33.305 dolarów.